# イデル＝ウラル国

イデル＝ウラル国
İdel-Ural Ştatı

イデル＝ウラル国（İdel-Ural Ştatı）は、20世紀初頭に存在したタタール人の共和国。首都はカザン。この国家はロシア内戦の混乱の中でのタタール人、バシキール人、チュヴァシ人の同盟であった。まれにカザン・ハン国の再興運動と見られる。ロシアやシベリア出身のムスリムの議会が1917年12月12日に宣言した。"イデル・ウラル"はタタール語で"ヴォルガ・ウラル"を意味している。わずか約1年で消滅した短命国家であった。
1917年5月5日、マリ人、チュヴァシ人、ウドムルト人、モルドヴィン人、コミ人、コミペルミャク人、カルムイク人、タタールを代理する800人を超える非ロシア人の代表がロシアのイデル＝ウラル地域に独立した共和国を作るためにカザンで会議を行った。最初の具体的措置としてカザン大学に4つの教授職と2つの研究者職を置くことを決定した。イデル＝ウラル国の主な概念は小国の緩やかな連合で、それぞれの文化的伝承を強めることが自由であるとされた。最初にムスリムのバシュキール人が参加を主張したが、1917年後半には彼らとヴォルガ・ドイツ人はイデル＝ウラル同盟に参加した。
はじめは以前カザン県、ウファ県であったタタール国とバシュキール国のみで構成した。イデル＝ウラルの成立から数ヵ月後に、ムスリムでなく、テュルクでもない民族の国家がイデル＝ウラルに参加した。この時参加したコミ人、マリ人、ウドムルト人などは、フィン・ウゴル語派のフィン・ペルム語系を話し、正教会、シャーマニズムなどを習慣としていた。イデル＝ウラルは1918年4月に赤軍に敗北したが、この地域は同年7月にチェコ軍団によって回復された。しかし、最終的にボルシェビキが勝利し、この国は1918年末までに消滅させられた。これは1919年から1920年の散開的な反乱を引き起こしたが、1921年にはボルシェビキによって粉砕された。イデル＝ウラル国の構想は1929年までひそかに存在を続けたが、この年、チェーカーはついにイデル＝ウラル運動への潜入を成し遂げ、指導部を壊滅させた。ヴォルガとウラルの少数民族の地域の全域で数千のイデル＝ウラル運動の支援者が処刑された。

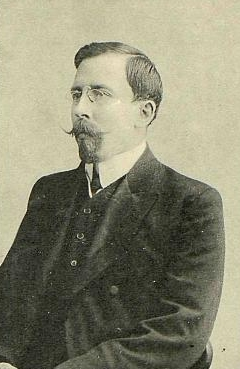
サドリ・マクスーディー

同国大統領であったサドリ・マクスーディーは1918年フィンランドに亡命した。彼はロシア・ドゥーマでのフィンランドの憲法上の権利と彼の国の自決権の英雄的な防衛をよく知っているフィンランドの外務大臣に快く引き受けられた。亡命した大統領はエストニアの役人に会い、1919年以降はスウェーデン、ドイツ、フランスと続けて西欧の支援を求めた。これらの努力から、イデル＝ウラル国は冷戦時代のアメリカ公法で"自由を奪われた国"に連ねられている。
現在のタタール人国家主義者は、ロシア連邦から独立したテュルク国家再建の正当化のため、過去に独立していたイデル＝ウラル国の歴史的前例を頼りにしている。